# المسيحية في جبل طارق

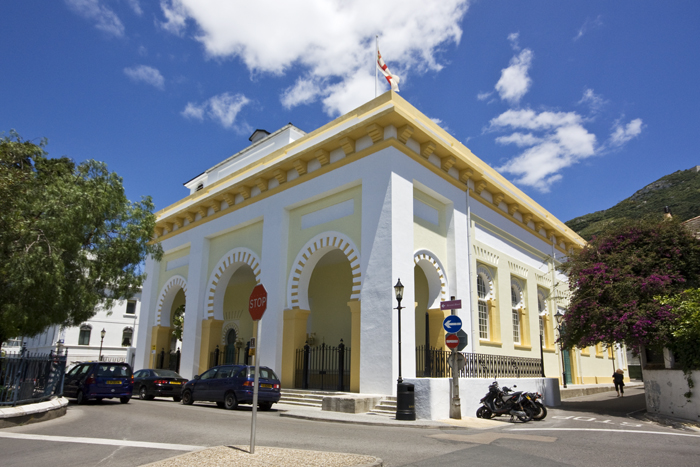
كاتدرائية الثالوث المقدس الأنجليكانيَّة في جبل طارق؛ بُنيت على طراز العمارة المغاربية الجديدة عام 1838.

المسيحية في جبل طارق هي الديانة السائدة والغالبة، وفقًا لتعداد السكان عام 2012، فإن حوالي 83.6% من مجمل السكان من المسيحيين، وما يقرب من 72.1% من سكان جبل طارق هم من الرومان الكاثوليك. وتُعد كنيسة إكليل مريم العذراء الكاتدرائية الحاضنة لأبرشية الرومان الكاثوليك في جبل طارق، وهي أيضًا أقدم كنيسة كاثوليكية في الإقليم. تشمل الطوائف المسيحية الأخرى أتباع كنيسة إنجلترا (7.7%)، ومركزها كاتدرائية الثالوث المقدس وهي الكاتدرائية الأنجليكانية لأسقف جبل طارق في أوروبا، والكنيسة الميثودية في جبل طارق، وكنيسة اسكتلندا، ومختلف الكنائس الخمسينية فضلاً عن تجمع الاخوة بليموث. ويشكل أتباع باقي المذاهب المسيحيَّة حوالي 3.8% من السكان. وهناك تمثيل أيضًا للعديد من التجمعات الإنجيلية في جبل طارق. هناك أيضًا جناح للكنيسة يسوع المسيح لقديسي الأيام الأخيرة، وشهود يهوه.

## تاريخ

### العصور المبكرة

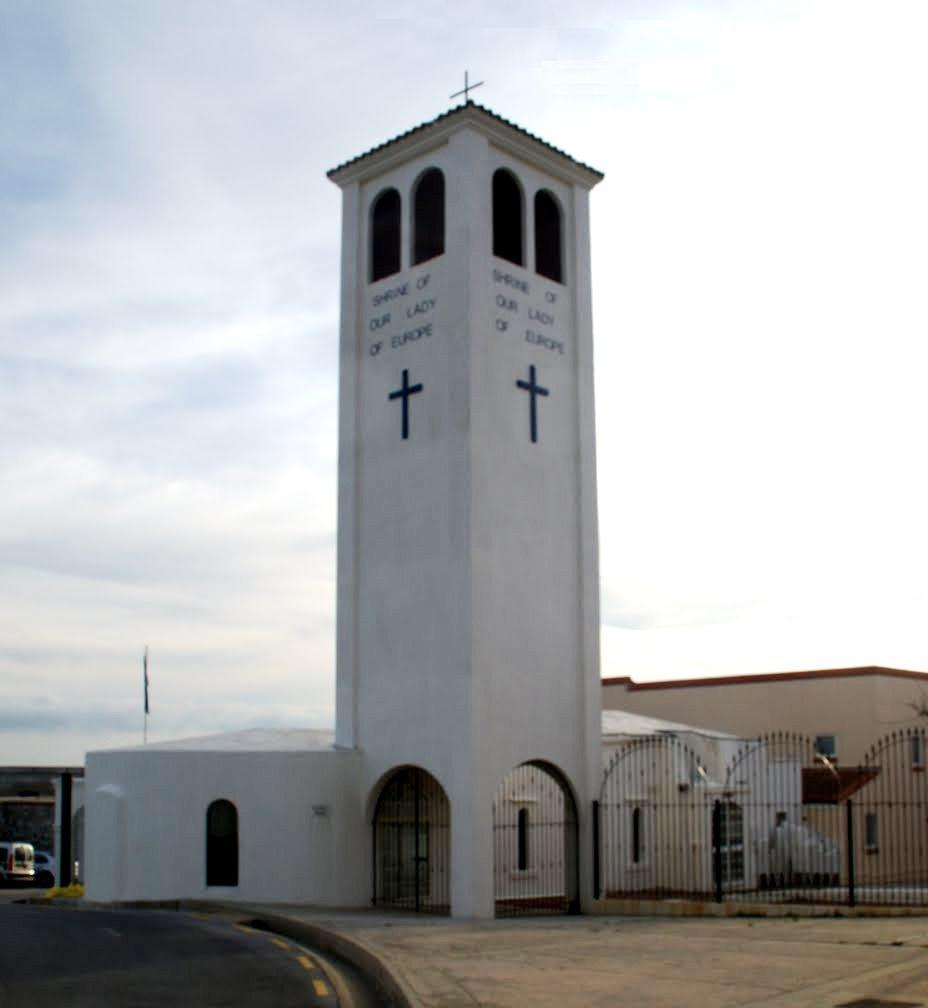
ضريح سيدة أوروبا.

انتشرت المسيحيَّة في رُبُوع شبه الجزيرة الأيبيريَّة والمنطقة مُنذُ العهد الروماني، ووقعت المنطقة بعد ذلك تحت حكم القوط الغربيين المسيحيين. وكان القوط بدايةً على المذهب الآريوسي الذي يقول بِالطبيعة الواحدة لِلمسيح، على أنَّ المذهب الخلقيدوني الذي كان يُدين بِطبيعتين لِلمسيح كان مُنتشرًا في أواسط العامَّة من غير القوط. بحلول عام 681، توسعت جيوش الخلافة الأموية من موطنها الأصلي في الشرق الأوسط لغزو شمال إفريقيا، وجلبت الفتوحات الإسلامية الإسلام وتحولّ السكان المحليين إلى الدين الجديد. وهكذا أصبح الأمازيغ في شمال إفريقيا، الذين أطلق عليهم المسيحيون المور، مُسلمين. أصبح مضيق جبل طارق الحدود بين المغرب الأقصى المسلم وهسبانيا المسيحيَّة وبالتالي اكتسب أهمية إستراتيجية جديدة. انزلقت هسبانيا في حرب أهلية في القرن الثامن حيث قاتلت فصائل القوط الغربيين المتنافسة من أجل السيطرة على العرش. وقد منح هذا المغاربة الفرصة لغزو شبه الجزيرة الإيبيرية ومتابعة مسار تقسيم وقهر الفصائل المسيحية المتناحرة.
تم تحصين جبل طارق لأول مرة في عام 1160 من قبل السلطان الموحد عبد المؤمن بن علي رداً على التهديد الساحلي الذي شكله الملوك المسيحيون لأراغون ومملكة قشتالة. في أواخر القرن الثالث عشر وأوائل القرن الرابع عشر، حارب تاج قشتالة الكاثوليكيّ مع الدولة المرينية في المغرب وبنو نصر في مملكة غرناطة من أجل السيطرة على مضيق جبل طارق. هذا الصراع (بالإسبانية: la Cuestión del Estrecho) هو فصل رئيسي في تاريخ السيطرة المسيحية على إسبانيا. على الرغم من عدم توفر رواية وثائقية عن جبل طارق للفترة التي تلت إنشاء مدينة الفتح، إلا أن هناك أسباباً للاعتقاد بوجود بلدة صغيرة محصنة في جبل طارق، وأن وجودها كان نتيجة مباشرة لسقوط طريفة عام 1292. بعد الاستيلاء على المدينة كان من المتوقع أن يفرض سانتشو الرابع ملك قشتالة حصاراً على الجزيرة الخضراء (على الرغم من أنه لم يفعل ذلك في هذه الحالة) لعرقلة اتصالات المرينيين بشبه الجزيرة الأيبيرية. إن التهديد بوجود معقل مسيحي في الغرب كان سيجعل من الضروري إقامة حامية شرق الجزيرة الخضراء. وبهذه الطريقة، سيحمي جبل طارق الحرس الخلفي للجزيرة الخضراء ويوفر موقعاً احتياطياً إذا سقطت المدينة. في الوقت نفسه، شكّلت مرتفعات صخرة جبل طارق موقعاً ممتازاً لمراقبة أنشطة الأساطيل المسيحية في المضائق. في عام 1309 تخلى فرناندو الرابع عن حصار الجزيرة الخضراء لكنه استمر في السيطرة على جبل طارق وطرد المور وأعاد إسكان المنطقة بالمسيحيين. في بداية القرن الرابع عشر، خلال فترة الحكم الإسلامي في المدينة، تم تشييد مسجد صغير في يوروبا بوينت. ومن المعروف أنه خلال الفترة الإسبانية الأولى (1309-1333) تحول المسجد إلى مزار مسيحي يُعرف اليوم باسم ضريح سيدة أوروبا.

### السيطرة الإسبانية المسيحية

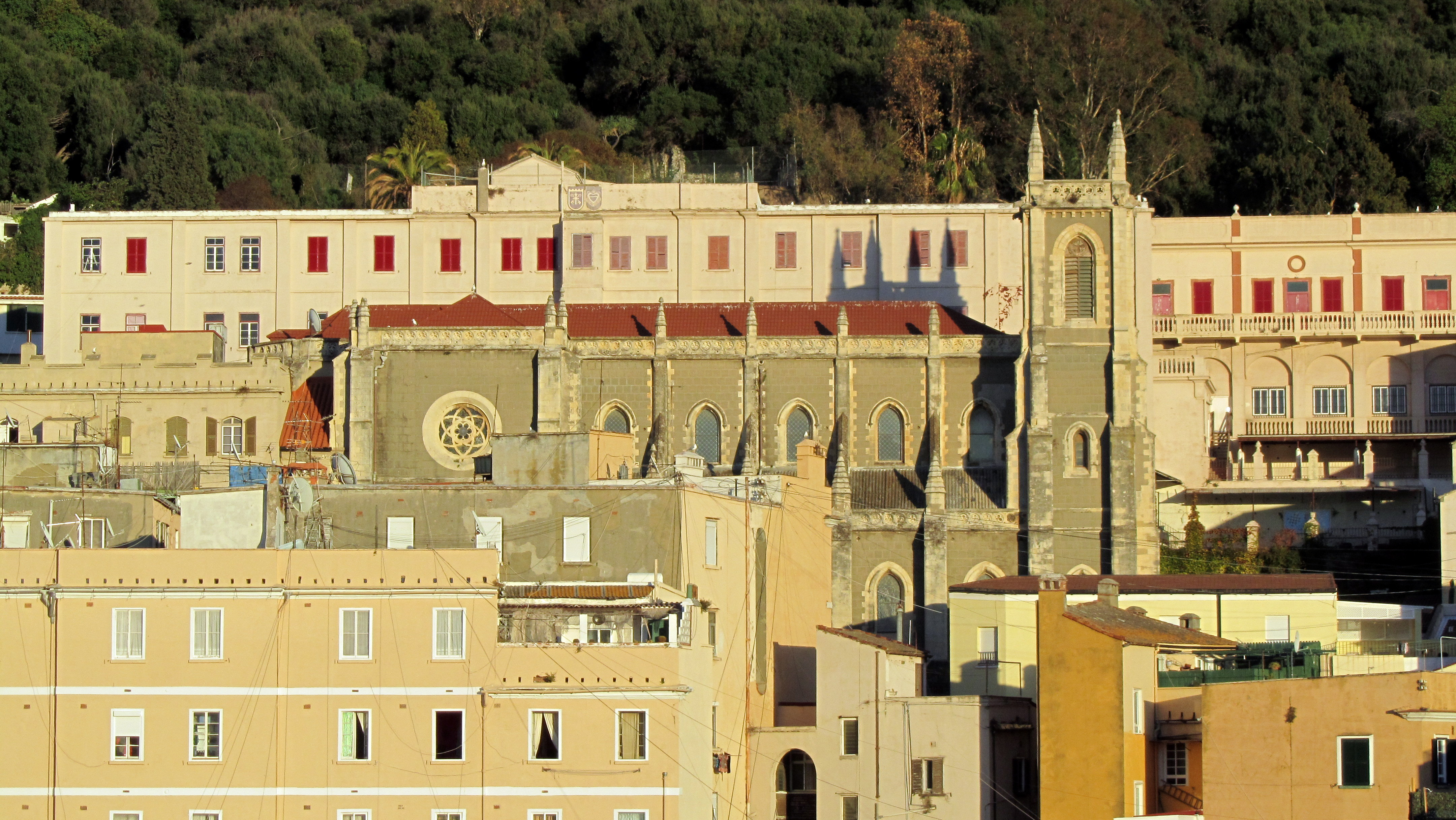
كنيسة قلب يسوع الأقدس في جبل طارق.

بعد السيطرة المسيحيَّة عام 1468 على المنطقة، طُردَ السكان المغاربيون مرة أخرى بشكل جماعي ليحل محلهم المسيحيون. وأعلن إنريكي الرابع ملك قشتالة المنطقة بأنها ملكية للتاج وأعاد الامتيازات الخاصة التي منحها سلفه خلال الفترة السابقة من الحكم المسيحي. في 2 يناير من عام 1492 سقطت مملكة غرناطة آخر معاقل المسلمين في إسبانيا مع استيلاء الملكان الكاثوليكيان على غرناطة. طُردَ يهود جبل طارق الذين لم يعتنقوا المسيحية، على غرار أماكن أخرى من المملكة بأمر الملكان الكاثوليكيان في مارس من ذلك العام. واستخدمت مدينة سيدونيا جبل طارق كقاعدة للاستيلاء الإسباني على مليلية في المغرب عام 1497. وبعد ذلك بعامين أُمر مسلمو غرناطة باعتناق المسيحية أو المغادرة. وغادر أولئك الذين لم يغيروا دينهم إلى شمال إفريقيا، وسافر بعضهم عبر جبل طارق. بعد عام 1606 عندما طرد الموريسكيين من إسبانيا؛ المسلمون الذين تحولوا إلى المسيحية، أُجليَ العديد من المطرودين إلى شمال إفريقيا عبر جبل طارق ولكن انتهى بهم الأمر للانضمام إلى أساطيل القراصنة، إمّا كعبيد مسيحيين أو مسلمين أعيد تحويلهم إلى الإسلام، وشنوا هجمات في مناطق بعيدة مثل كورنوال.

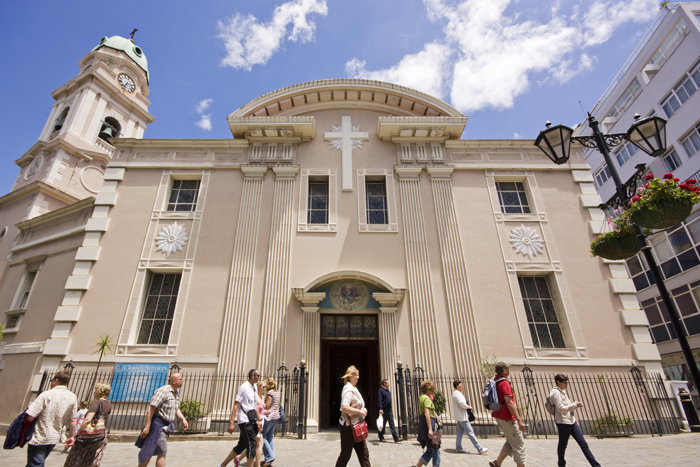
كاتدرائية اكليل مريم العذراء في جبل طارق.

كانت جبل طارق جزءاً من أبرشية قادس وسبتة الكاثوليكيَّة في أندلوسيا، وبعد استعادة جبل طارق من قبل الإسبان جرى توطين حوالي 4,350 من اليهود الإسبان المتحولين أي ممن قاموا بتحويل دينهم من اليهودية إلى المسيحية الكاثوليكية. وظلّت جبل طارق جزءًا من مملكة إسبانيا الموحدة وتحت الحكم الإسباني حتى عام 1704. تم الاستيلاء عليها خلال حرب الخلافة الإسبانية بواسطة الأسطول الأنجلو هولندي باسم تشارلز السادس، منافس آل هابسبورغ على العرش الأسباني. في نهاية الحرب، تنازلت إسبانيا عن الأراضي لبريطانيا بموجب شروط معاهدة أوتريخت لعام 1713. وسمحت شروط الإستسلام صراحة بالعبادات الرومانية الكاثوليكية بحرية، وعلى الرغم من أنَّ ما تبقى من السكان الكاثوليك في جبل طارق آنذاك كان صغيراً للغاية. لم تغير معاهدة أوترخت عام 1713 من وضع العقيدة الكاثوليكية في الإقليم. كان خوان روميرو دي فيغيروا، الكاهن الإسباني المسؤول عن كنيسة أبرشية كنيسة اكليل مريم العذراء والذي بقي في المدينة عندما غادر معظم السكان الكاثوليك في عام 1704، وأصبح أول نائب عام للمدينة، كما تم تعيينه من قبل أسقف قادس. وكانت كنيسة إكليل مريم العذراء هي الكنيسة أو المؤسسة الكاثوليكية الوحيدة التي لم تتعرض للنهب من قبل القوات التي استولت على المدينة في عام 1704، وبالتالي فهو المكان الوحيد الذي تم فيه العبادة الكاثوليكية دون انقطاع منذ إعادة سيطرة المسيحيين للمدينة. في حين تعرض ضريح سيدة أوروبا للتخريب والنهب.

### السيطرة البريطانية

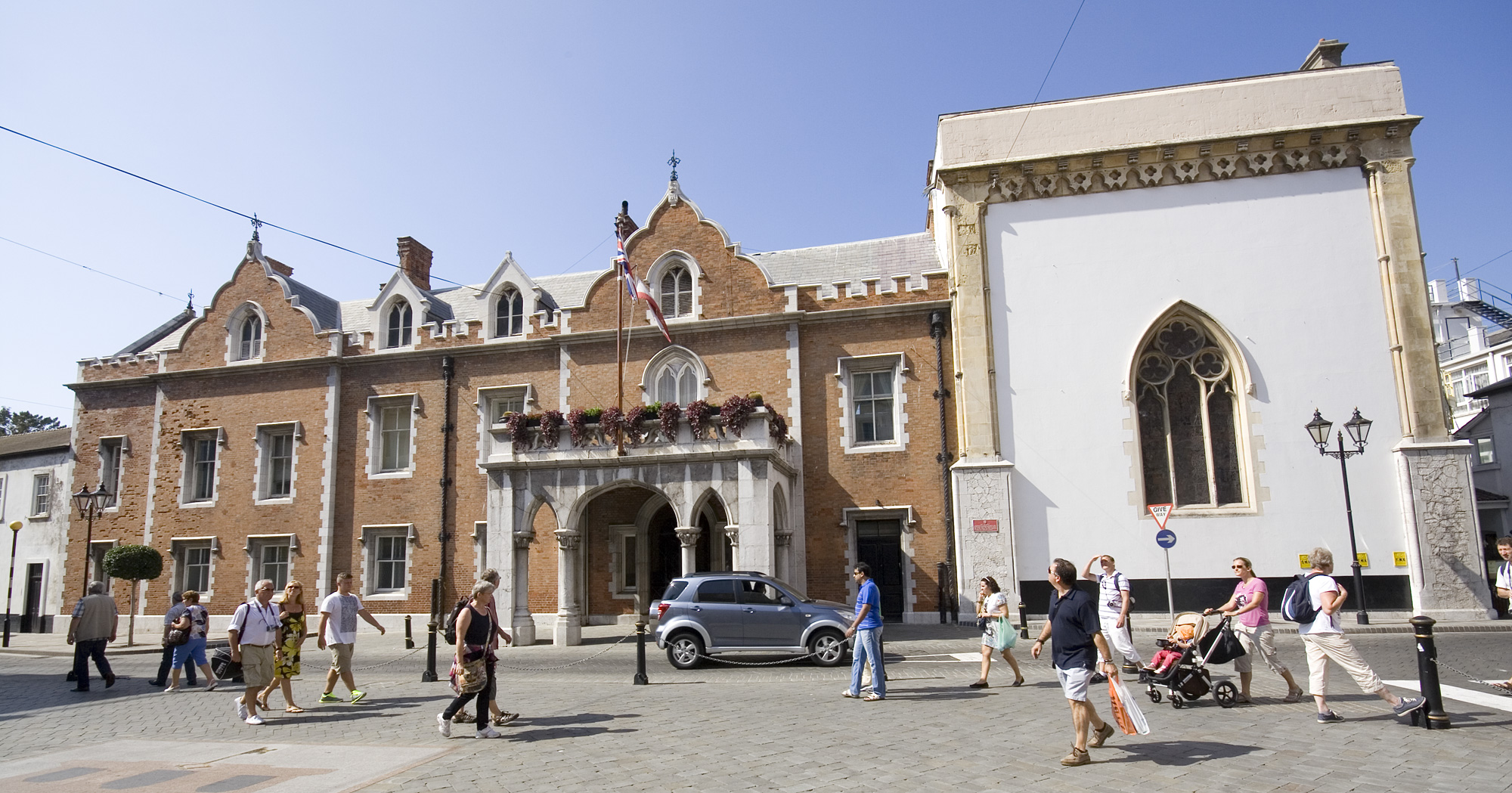
كنيسة ضريح الملك الأنجليكانية في جبل طارق.

في يناير عام 1727، أعلنت إسبانيا إبطال أحكام معاهدة أوترخت المتعلقة بجبل طارق على أساس أن بريطانيا انتهكت شروطها من خلال توسيع تحصينات جبل طارق إلى ما بعد الحدود المسموح بها، مما سمح لليهود والمور بالعيش هناك، وفشلها في حماية الكاثوليك وإلحاق الأذى بإسبانيا. وبدأت القوات الإسبانية حصاراً وقصفاً لجبل طارق في الشهر التالي من نفس العام، مما تسبب في أضرار جسيمة للتحصينات. وأدّى سوء الأحوال الجوية ومشاكل الإمداد إلى قيام الإسبان بإلغاء الحصار في نهاية يونيو من عام 1727. خلال السيطرة البريطانية زاد عدد السكان المدنيين في جبل طارق بشكل مطرد خلال القرن لتشكيل مزيج متباين من البريطانيين والجنويين واليهود والإسبان والبرتغاليين. وارتفع عدد السكان المدنيين إلى 3,201 بحلول عام 1777، بما في ذلك 519 بريطانيًا وحوالي 1,819 رومانيًا كاثوليكيًا (يتشكلون من الأسبان خصوصاً من الأندلوسيين والبرتغاليين والجنويين والمالطيين) وحوالي 863 يهوديًا. كان لكل مجموعة مكانتها المميزة في القلعة. وكان الإنجليز البروتستانت الأكثر ثراءً في المنطقة، وعمل الجنويون كصيادين وتجار، وعاش اليهود برفاهية وحرية دينية نسبيةَّ.

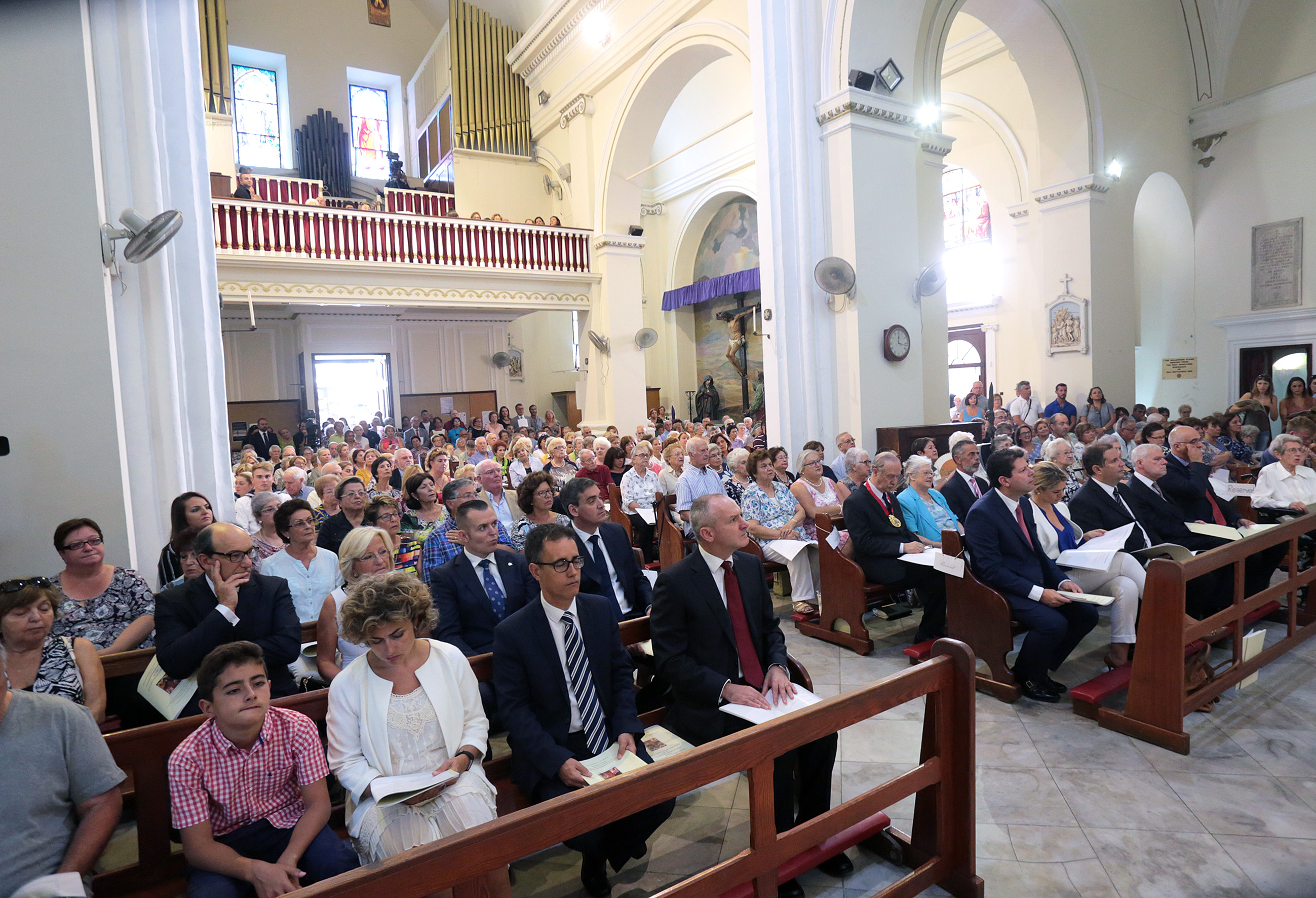
كاثوليك يؤدون الصلوات في كنيسة اكليل مريم العذراء.

مع مرور الوقت، منعت السلطات البريطانية أسقف قادس من اختيار الكهنة للعمل في المنطقة، وانتخابهم مباشرةً، على الرغم من أن الأسقف وافق على التعيينات في وقت لاحق. كما مُنع الأسقف من القيام بزيارة إلى البلدة. وكان الأسقف لورنزو أرميجوال دي لا موتا هو آخر أسقف لأبرشية قادس يقوم بالزيارة الأسقفيَّة لجبل طارق، وذلك في عام 1720. أنشأت النيابة الرسولية في جبل طارق في عام 1816، وبالتالي نقل العلاقة من قادس إلى روما. كان خوان باتيستا نوساردي زينو أول نائب رسولي لجبل طارق، وعيَّن في 25 يناير من عام 1816. وظلَّ الكاهن نوساردي في منصبه حتى عام 1839، عندما استقال. تمت ترقية النيابة إلى رتبة أبرشية في 19 نوفمبر من عام 1910. وكان هنري غريغوري طومسون أول أسقف لجبل طارق حتى استقالته عام 1927. وتُعد كنيسة إكليل مريم العذراء الكاتدرائية الحاضنة لأبرشية الرومان الكاثوليك في جبل طارق، وضمت في عام 2006 خمسة رعايا يقوم على خدمتها خمسة عشرة كاهن.
معظم سكان جبل طارق هم من الرومان الكاثوليك، ويتبعون إدارياً أبرشية جبل طارق. وتعود أصول معظم الكاثوليك في البلاد إلى إسبانيا وجنوة والبرتغال ومالطا. ثاني كبرى الطوائف المسيحية في جبل طارق هي كنيسة إنجلترا وتُشكل الصخرة أيضًا جزءاً من أبرشية كنيسة إنجلترا التي تغطي أوروبا القارية. توجد أيضاً في جبل طارق كنيسة ميثودية وكنيسة القديس أندرو التابعة لكنيسة اسكتلندا المشيخية. وتعود أصول غالبية البروتستانت في جبل طارق إلى بريطانيا. هناك أقلية يهودية صغيرة (600 عضو) ولكنها ذات نفوذ كبير، نشطة في الأعمال والسياسة، ولها خمسة معابد يهودية، وتعود أصول معظم يهود جبل طارق إلى المغرب وشبه الجزيرة الإيبيرية. معظم المغاربة في جبل طارق من المسلمين، ويوجد مسجد كبير في يوروبا بوينت. ومعظم الهنود من الهندوس، ولهم معبدهم المحلي. بالإضافة إلى هذه الجموعات الدينية، هناك مجموعتان نشيطتان من شهود يهوه يتشاركون في نفس قاعة الملكوت؛ أحدهما لديها اجتماعات باللغة الإنجليزية والأخرى باللغة الإسبانية.

## ديموغرافيا

### تعداد السكاني

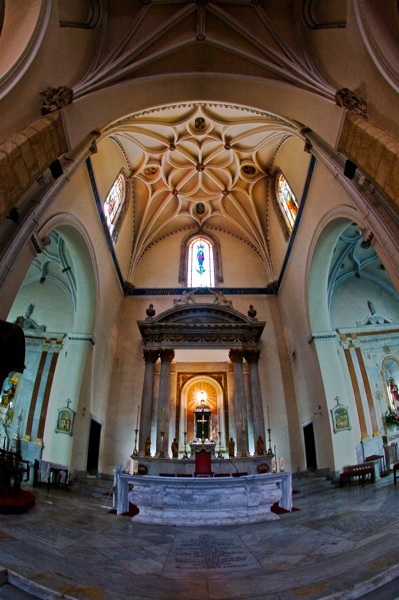
كنيسة اكليل مريم العذراء في جبل طارق؛ بنيت عام 1462 وهي أقدم كنيسة كاثوليكيَّة في الإقليم.

القائمة التالية تعتمد على بيانات تعداد السكان عام 2012:
| الديانة                       | النسبة من مجمل السكان |
| ----------------------------- | --------------------- |
| المسيحية                      | 83.6%                 |
| الكنيسة الرومانية الكاثوليكية | 72.1%                 |
| كنيسة إنجلترا                 | 7.7%                  |
| طوائف مسيحية أخرى             | 3.8%                  |
| لادينية                       | 7.1%                  |
| إسلام                         | 3.6%                  |
| يهودية                        | 2.4%                  |
| هندوسية                       | 2.0%                  |
| أديان أخرى                    | 1.3%                  |
| لاأدرية                       | 5.3%                  |
| إلحاد                         | 6.8%                  |
| لم يجب عن السؤال              | 15.0%                 |